# EXPAL BP 250
EXPAL BP 250 – hiszpańska bomba ćwiczebna.